# Quba Mere Diwane
Quba Mere Diwane – świątynia jezydów, znajdująca się południowo-zachodniej Armenii, w wiosce Aknalicz, w prowincji Armawir, ok. 35 km na zachód od stolicy kraju, Erywania. W chwili otwarcia największa świątynia jezydzka na świecie.

## Historia
Uroczystość otwarcia obiektu, w której udział wziął m.in. Przewodniczący Zgromadzenia Narodowego Ararat Mirzojan oraz inni armeńscy politycy, miała miejsce pod koniec września 2019 roku.
Budowa świątyni została sfinansowana przez Mirzę Slojana, jezydzkiego przedsiębiorcę urodzonego w Armenii a mieszkającego w Rosji. Obiekt powstał w pobliżu wzniesionej w 2012 roku świątyni Ziarat, która do momentu oddania do użytku Quba Mere Diwane była jedyną świątynią jezydów w Armenii.
Według spisu ludności z 2011 roku w kraju tym żyje ok. 35 000 jezydów, przez co stanowią oni największą mniejszość etniczną. Nieoficjalne szacunki z roku 2019 mówią o nawet 50 000 wyznawców tej religii, z których część to uchodźcy z ogarniętego wojną Iraku.

## Architektura

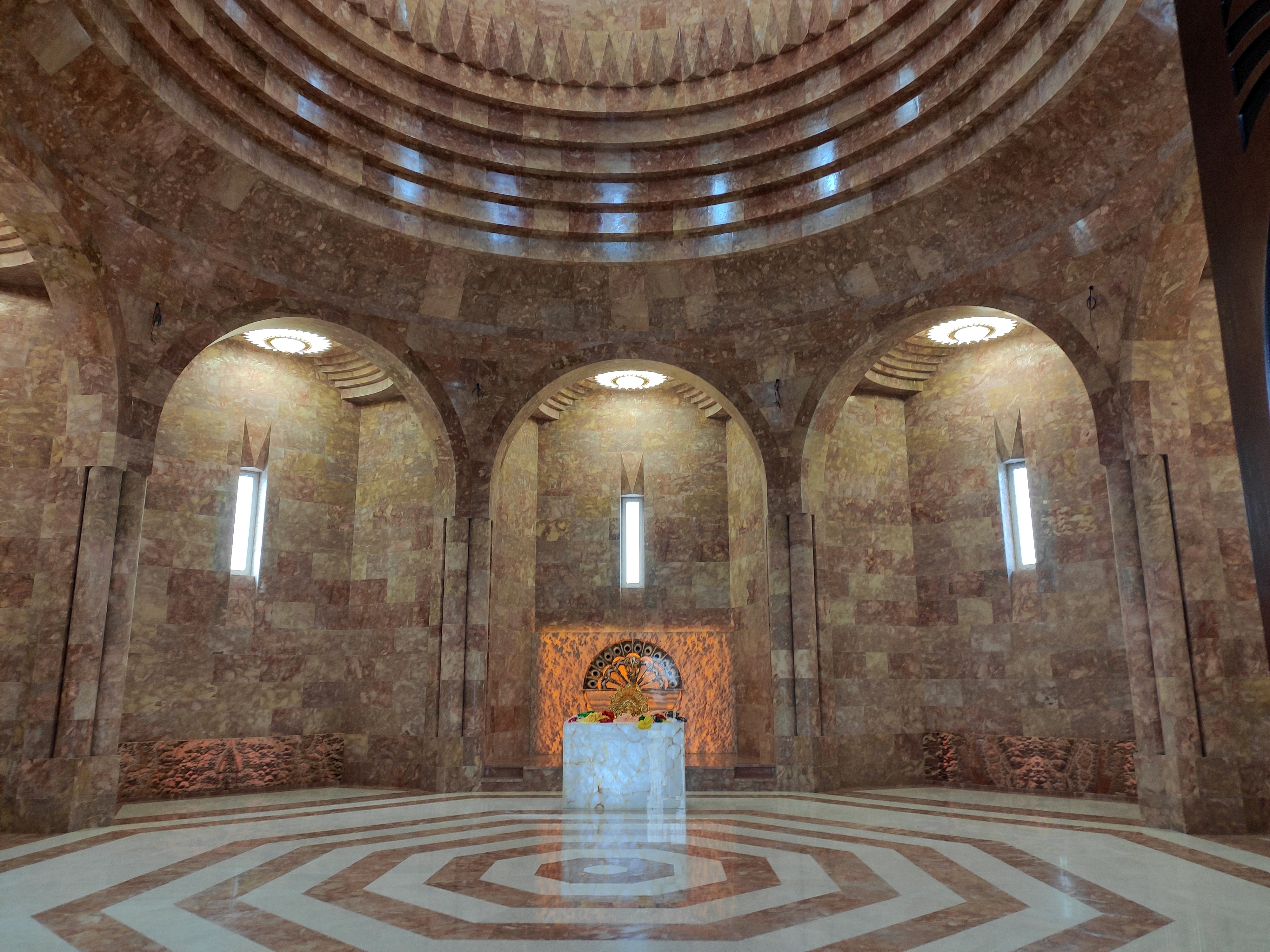
Wnętrze świątyni (2020)

Świątynia Quba Mere Diwane poświęcona jest Melekowi Tausowi (Melekê Tawûs), najważniejszemu z siedmiu aniołów jezydyzmu, który według wierzeń jezydów przybiera postać pawia. Dlatego też motyw pawia pojawia się na drzwiach wejściowych oraz w środku budynku, sama zaś budowla – której wysokość wynosi 25 m – składa się z siedmiu kopuł otaczających część centralną mieszczącą salę modlitwy o powierzchni 200 m², seminarium oraz muzeum. Dach części środkowej oraz kopuł wieńczą pozłacane słońca, które to w wierzeniach jezydów jest symbolem życia i sił wyższych oraz stanowi święte źródło energii i prawdy.
Projekt świątyni autorstwa armeńskiego architekta Artaka Ghuljana, inspirowany jest kompleksem Lalisz – znajdującym się koło Mosulu w północnym Iraku miejscem pielgrzymek i centrum religijnym społeczności jezydów.
Budynek wykonano z polerowanego ormiańskiego granitu oraz białego marmuru pochodzącego z Iranu.
Przy świątyni znajduje się jezydzki cmentarz, a także niewielki park pomników m.in. z mającym symbolizować harmonię religijną pomnikiem przedstawiającym spleciony krzyż ormiański i jazydzkie słońce oraz figurami Nadii Murad – irackiej aktywistki i laureatki Pokojowej Nagrody Nobla czy Andranika Ozaniana – ormiańskiego generała i bojownika o wyzwolenie spod panowania tureckiego.